# 율성
율성(栗成, ? ~ 193년) 또는 율반(栗攀)은 후한 말기의 관료이다.

## 생애
초평 4년(193년) 3월 상사일(上巳日), 공손찬을 격파하고 돌아온 원소는 박락진(薄洛津)에서 연회를 즐기고 있었다. 이때 흑산적과 연합하여 반란을 일으킨 위군의 병사들이 업으로 진격하였고, 위군태수 율성은 이때 피살되었다.

## 출전
- 진수, 《삼국지》
  - 권6 동이원유전
  - 권14 정곽동유장유전